# Roststjärtad flugsnappare
Roststjärtad flugsnappare (Cyornis ruficauda) är en fågel i familjen flugsnappare inom ordningen tättingar.

## Utseende och läte
Roststjärtad flugsnappare är en medelstor flugsnappare med en lång och slank näbb. Fjäderdräkten är färglös, men utmärker sig genom varmt roströd stjärt, vit strupe och diffus brun eller grå anstrykning på bröstet. Sången hos roststjärtad flugsnappare beskrivs som en serie med upp till tre ljusa "chirr" som upprepas snabbt, eller mer melodiskt "cheep cheep chirr", ibland följt av ljusa sträva toner eller en drill.

## Utbredning och systematik
Roststjärtad flugsnappare delas upp i fyra underarter med följande utbredning:
- - Cyornis ruficauda samarensis – förekommer i Filippinerna (Leyte, Samar och östra Mindanao)
  - Cyornis ruficauda boholensis – förekommer på Bohol (Filippinerna)
  - Cyornis ruficauda zamboanga – förekommer på västra Mindanao (södra Filippinerna)
  - Cyornis ruficauda ruficauda – förekommer på Basilan (södra Filippinerna)
- Cyornis ruficauda ocularis – förekommer i Suluarkipelagen (Pangamican och Tawitawi)

Tidigare inkluderades crockerflugsnappare (C. ruficrissa) på Borneo och suluflugsnapparen (C. ocularis) i Suluarkipelagen i arten. Dessa skiljs dock allt oftare som egna arter, baserat på studier som visar på tydliga skillnader i läten och utseende.

## Släktestillhörighet
Tidigare placerades roststjärtad flugsnappare i släktet Rhinomyias men genetiska studier visar att den tillsammans med flera andra i samma släkte istället är del av Cyornis.

## Levnadssätt
Roststjärtad flugsnappare hittas i skogar i låglänta områden och förberg i Filippinerna, på Borneo mer i bergstrakter. Den sitter ofta lågt i undervegetationen eller i skogsbryn, varifrån den gör utfall för att fånga insekter.

## Status och hot
Arten har ett stort utbredningsområde, men tros minska i antal, dock inte tillräckligt kraftigt för att den ska betraktas som hotad. Internationella naturvårdsunionen IUCN listar arten som livskraftig (LC). Notera dock att IUCN fortfarande inkluderar crockerflugsnapparen och suluflugsnapparen i arten.